# Reparaciones de la Primera Guerra Mundial
Las reparaciones tras la Primera Guerra Mundial fueron una serie de compensaciones e indemnizaciones impuestas en la Conferencia de Paz de París entre las potencias centrales y las fuerzas aliadas tras el final de la Primera Guerra Mundial con la derrota de estos primeros. A cada uno de los estados del eje central se les exigieron compensaciones económicas a pesar de la situación financiera de países como Austria, Hungría e Imperio Otomano tras el final del conflicto. Al ser insuficientes, las transacciones fueron canceladas. Bulgaria pagó sólo una pequeña parte de lo estipulado y las reparaciones fueron reduciéndose hasta ser canceladas. Los historiadores reconocieron que los requisitos en el caso de Alemania como "responsable" del conflicto tal como se indicó en el Tratado de Versalles no fueron revisados.
Tanto el Tratado de Versalles como los acuerdos de Londres de 1921, quedó estipulado que Alemania debía pagar 132 mil millones de marcos de oro en reparaciones por daños causados a la población civil durante el conflicto. La forma de pago era mediante bonos siendo un total de 50 mil millones de marcos, en cuanto al dinero restante tenía que ir destinado a la comunidad anglo-francesa.
Sin embargo, Alemania dejó de liquidar y en 1923 Francia ocupó el Ruhr. Este acto provocó una crisis internacional que desembocó en el Plan Dawes. Este programa permitía a Alemania pagar la deuda mediante préstamos. No obstante, en 1928 los alemanes pidieron un nuevo plan de pagos: el Plan Young, el cual establecía que la reparación alemana costaría 112 mil millones y que para 1988 Alemania habría saldado la deuda, pero en 1931 la economía colapsó y las transacciones quedaron canceladas durante un año. Entre 1919 y 1932, Alemania pagó menos de 21 mil millones de marcos.
La opinión pública alemana interpretó las reparaciones como una humillación. En cuanto al Gobierno, trabajaron para determinar la validez del Tratado de Versalles y empezaron a sopesar la posibilidad de negarse a pagar. El economista inglés John Maynard Keynes declaró que en caso de imponer la paz cartaginesa en respuesta al desafío teutón, esta podría destruir económicamente el estado alemán. Dichas argumentaciones tuvieron un impacto profundo en los demás historiadores, políticos y opinión pública en general. No obstante, el consenso de los historiadores modernos señala que las reparaciones no fueron del todo intolerables como sugirieron los alemanes o Keynes y añadieron que la capacidad alemana para pagar dependía de su voluntad como lo fue para las reparaciones de la Segunda Guerra Mundial.

## Trasfondo

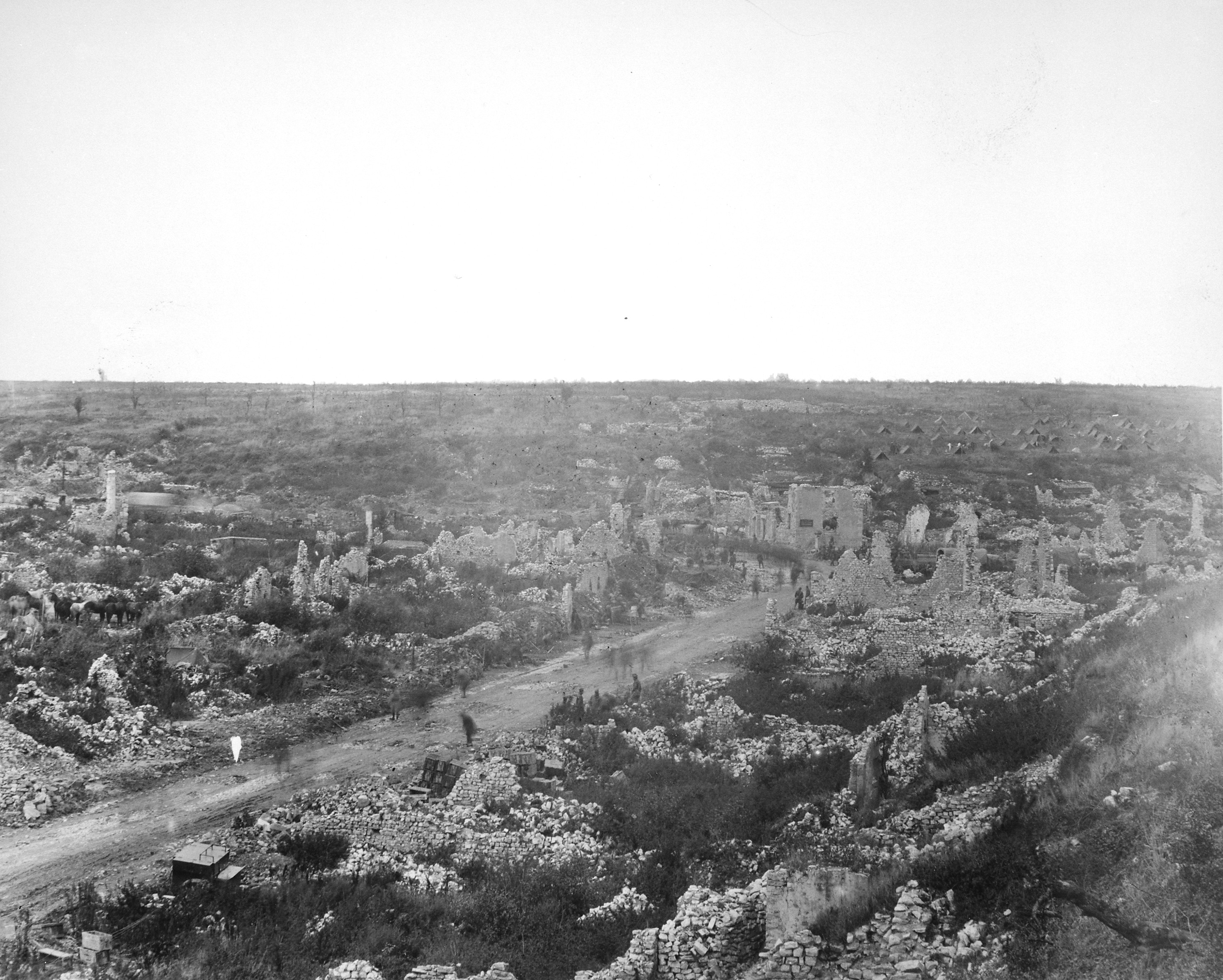
Avocourt en 1918

La I Guerra Mundial estalló en 1914 y afectó a Europa, Oriente Medio, África y Asia durante cuatro años. El 8 de enero de 1918, el presidente de Estados Unidos Woodrow Wilson propuso un plan conocido como los catorce Puntos en el que se exigía a Alemania la retirada de cualquier territorio ocupado y la formación de la Liga de las Naciones. Durante el último trimestre de 1918, las Potencias Centrales colapsaron, en especial Alemania, cuya derrota militar en el Frente Occidental y motines en las fuerzas navales llevaron a sublevaciones que pasaron a ser conocidas como la Revolución Alemana.
La mayor parte de las contiendas tuvo lugar en territorio francés siendo de las más afectadas por daños. A la retirada alemana de 1918, la región industrializada del nordeste quedó devastada. Tras la expropiación de material y destrucción del resto, centenares de minas, puentes, infraestructuras ferroviarias y localidades enteras fueron destruidas. Por estas razones, el primer ministro galo Georges Clemenceau exigió en el próximo tratado que Alemania indemnizase a Francia por los daños causados. Clemenceau vio en las reparaciones una manera de debilitar al estado alemán y asegurarse así que no volvieran a amenazar la soberanía francesa. Las reparaciones también servirían para paliar el coste de las reconstrucciones en otros estados como Bélgica. Por su parte, su homólogo británico se mostró contrario a aplicar tales medidas, puesto que podrían perjudicar la economía alemana. También exigió que las reparaciones incluyera pago de pensiones para veteranos con discapacidad y para las viudas por la guerra. No obstante, Wilson se opuso a todas estas propuestas al declarar que no se deberían imponer tales sanciones a Alemania.
El 18 de enero de 1919 dio comienzo la Conferencia de Paz en París con el objetivo de establecer una paz duradera entre los Aliados y las Potencias Centrales. En él el bando vencido demandó compensaciones, sin embargo, los términos financieros de los tratados firmados durante la conferencia fueron destinados para reparar los daños punibles con indemnizaciones económicas para las familias afectadas por la guerra y la reconstrucción. El Artículo 231 del Tratado de Versalles sirvió de base legal para los siguientes artículos en los que se exigía a los alemanes a compensar al bando vencedor.

## Reacción alemana

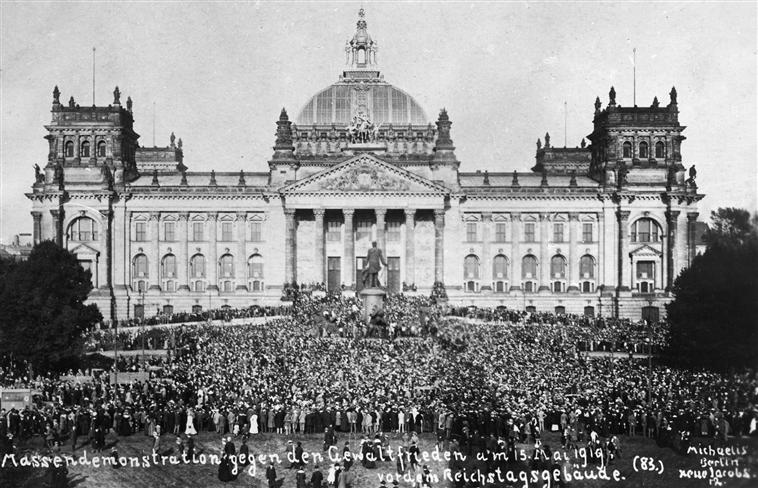
Manifestación frente al Reichstag en contra del Tratado de Versalles

En febrero de 1919, el ministro de Exteriores y conde Ulrich von Brockdorff-Rantzau informó a la Asamblea Nacional de Weimar que Alemania tendría que pagar las reparaciones por las devastaciones causadas por el conflicto, sin embargo rechazó pagar los costes actuales del mismo. Tras la elaboración del borrador del Tratado de Versalles con fecha del 7 de mayo del mismo año, las delegaciones aliadas y alemana se reunieron para el tratado. En la reunión, Brockdorff-Rantzau declaró: "sabemos cuantos sentimientos encontrados acuden a nosotros, hemos oído los clamores del bando vencedor respecto a que los vencidos deben pagar y que debemos ser sancionados." Sin embargo, procedió a negar que Alemania fuese la única culpable.
Por otro lado, el Artículo 231 del tratado no estaba traducido correctamente. En vez de señalar: "... Alemania acepta la responsabilidad alemana y de sus aliados de todos los daños y pérdidas ocasionadas..." el texto en alemán rezaba: "Alemania admite que Alemania y sus aliados, como autores directos de la guerra, son responsables de todos los daños y pérdidas ...". Esto fue visto por la ciudadanía como una humillación e injusticia. A pesar del sentimiento de ultraje, el Gobierno Alemán fue consciente de que la posición en la que se encontraban no era tan favorable como habían hecho creer a su población durante la guerra. Los políticos buscaron apoyo internacional para su maquinaria de propaganda tratando de persuadir a aquellos que no leyeron los tratados de que este último implicaba a Alemania como única responsable del conflicto. En cuanto a los historiadores y escritores revisionistas trataron de convencer a la opinión internacional que Alemania no fue la única culpable.

## Evolución de las reparaciones

### Demandas iniciales

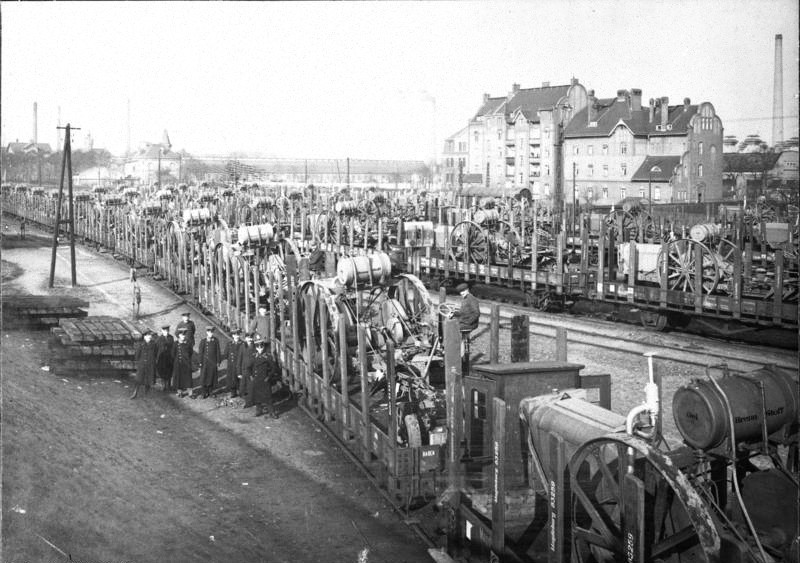
Trenes con maquinaria pesada como parte de las reparaciones

De acuerdo con lo estipulado en el Tratado de Versalles, la comisión de reparación empezaría en 1921. Esta comisión tomaría en consideración los recursos disponibles de Alemania y su capacidad de pago proveyendo al Gobierno la oportunidad de buscar la manera de hacer frente a las deudas, la cual superaba los 20 mil millones de marcos dorados en oro, navíos, comodidades, seguridad, etc,. El dinero iría destinado a pagar los costes por la ocupación de los Aliados y la compra de víveres para los alemanes. El Artículo 121 del Tratado de Neuilly-sur-Seine reconoció que "los recursos de Bulgaria no son suficientes para liquidar la reparación íntegra y que tendrían que costear 2.250 mil millones de francos dorados.
Otros tratados fueron los de Saint-Germain-en-Laye, Trianón y Sèvres. En estos se reconoció que ni Austria, Hungría ni Turquía tenían recursos suficientes para pagar, y se retrasó la entrada en vigor de dichos tratados hasta que se estableciese una comisión de reparación. Otro de los estados afectados fue Bulgaria, cuya administración tuvo que mandar millares de ganado a Grecia, Rumanía y al Reino de los Serbios, Croatas y Eslovenos en restitución por los animales sustraídos durante la guerra, aunque no se consideró como una reparación. De igual modo despachó 50 toneladas de carbón al año en compensación por las minas destruidas. Alemania, Austria y Hungría también tuvieron que mandar materiales como madera, mena y ganado a las Fuerzas Aliadas.
En enero de 1921 los Aliados empezaron a impacientarse y los costes de las reparaciones ascendieron a 226 mil millones de marcos dorados. Los alemanes pusieron sobre la mesa 30 mil millones, y el 24 de abril el Gobierno declaró estar dispuesto a hacer frente a los 50 mil millones posteriores para la reconstrucción. También prepararon la tercera remesa a pagar en anualidades acorde con su situación financiera. En un escrito, también afirmaron su voluntad para proveer recursos a otros estados en pro de combatir la miseria y el odio generados por la guerra.

### Agenda de pagos de Londres
El 5 de mayo de 1921 dio inicio en Londres el programa de pagos para no dejar en manos de Alemania la liquidación de la deuda, sino que todas las Potencias Centrales estarían incluidas en el pago de 132 mil millones de marcos dorados. Dicho programa fue presentado por los belgas, opositores a las demandas italo-francesas y británicas sobre las sanciones, argumentando que la opinión pública "no podrían tolerar".
El programa fue dividido en tres series de bonos: Los bonos "A" y "B" tenían un valor nominal total de 50 mil millones de marcos menos que la suma a la que se comprometió Alemania a saldar. El "C" cubría la figura de la reparación y su valor era "quimérico". Este último era una "táctica de regateo" para hacer creer a la opinión pública que la función principal del bono "C" era asegurar la figura de los 132 mil millones a sabiendas de que no podrían pagar.
Para saldar la deuda, Alemania tenía la opción de pagar en metálico o en especies (carbón, madera, productos químicos y farmacológicos, maquinaria agrícola y de construcción, materiales de obra, etc.). En este caso, la deuda se iría reduciéndose debido al valor en oro de tales productos. El estado alemán tuvo que costear la restauración de la Universidad de Lovaina, destruida el 25 de agosto de 1914, como parte de las sanciones impuestas a Alemania. La agenda de pagos requirió un gasto de 250 millones de dólares a pagar en veinticinco días y 500 millones anuales más un 26% del valor de las exportaciones germanas. El Gobierno alemán tuvo que extender bonos con un 5% de interés y extraer un 1% del fondo de amortización para hacer frente al pago.

### Fin de las reparaciones para Austria, Bulgaria, Hungría y Turquía
Durante el tiempo transcurrido entre la firma del Tratado de Neuilly-sur-Seine y abril de 1922, Bulgaria pagó 173 millones de francos dorados y en 1923 la deuda quedó reducida a 550 millones más un plus de 25 millones por los costes de la ocupación. A partir de 1925 hasta 1929 liquidaron otros 41 millones y en 1931 su deuda fue condonada tras el Tratado de Lausana.
Austria, por su parte cayó en bancarrota tras la guerra y el colapso del Banco de Viena, por lo que no tuvo que pagar ninguna reparación a excepción de la transferencia de propiedades. Situación similar vivió Hungría, cuya economía también se vio seriamente afectada y su única forma de pago fue la entrega de carbón. Por otro lado, los turcos se vieron limitados para hacer frente a las deudas debido a las pérdidas territoriales. No obstante, se les perdonó la deuda tras la firma del Tratado en 1923.

### Incumplimientos de pagos de Alemania

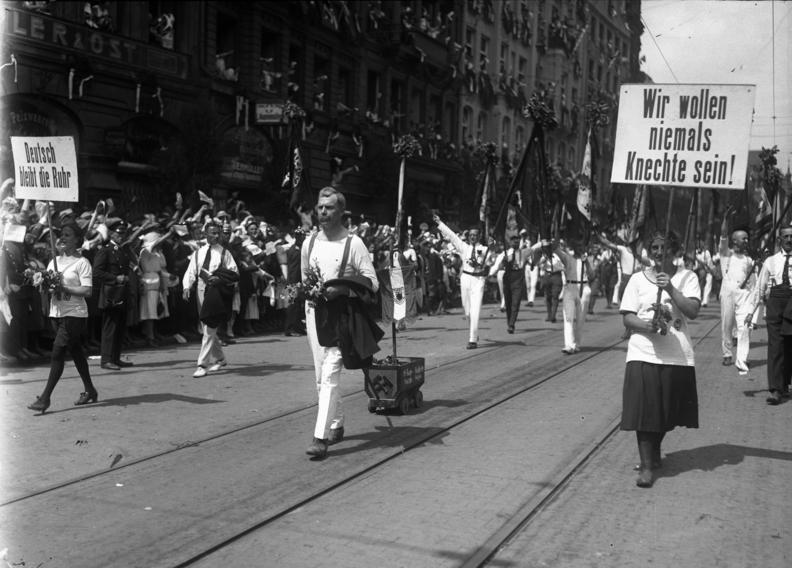
Protestas en Múnich contra la ocupación del Ruhr.

Las remesas de carbón alemán desde el inicio de las reparaciones eran inferiores a las acordadas. En julio de 1920 se celebró la Conferencia de Spa para intentar revertir la situación. En esta cumbre se decidió que Alemania pagaría 5 marcos por cada tonelada de carbón para facilitar el transporte naval y la alimentación de los mineros. A pesar de estas medidas, Alemania continuó incumpliendo sus obligaciones. A finales de 1922 la situación alemana no mejoró y los delegados francés y belga ocuparon de manera urgente el Ruhr con el fin de que Alemania se afanara en el pago. Por otra parte, el británico fue partidario de posponer los pagos para facilitar la recuperación económica alemana. El 26 de diciembre, Alemania tampoco pudo hacer frente a la cuota maderera y los Aliados lo interpretaron como un "gesto de mala fe". A comienzos del año siguiente, el Gobierno incumplió por trigesimocuarta vez en tres años la entrega del carbón. En consecuencia perdieron el control sobre las minas de Alta Silesia, las cuales contenían un 11% de los recursos alemanes de carbón, y fueron transferidas a Polonia.
El 9 de enero de 1923 la Comisión de Reparación declaró a Alemania en situación de impago y votaron (salvo Gran Bretaña) por ocupar el Ruhr. El 11 de enero, soldados franceses y belgas acompañados por ingenieros y un contingente italiano entraron en la región germana del Ruhr.
El primer ministro francés Raymond Poincaré fue el más reacio a dar la orden para la invasión y solo dio un paso al frente después de que su homólogo británico propusiera más sanciones moderadas a Alemania. El mes anterior, Poincaré hizo frente a la hostilidad anglo-estadounidense-germana. La escasez de carbón estaba provocando una bajada en la producción en el sector de la siderurgia y envió una carta al embajador francés en Londres en el que criticaba el comportamiento británico:

Juzguemóslos por sí mismos. Los ingleses, cegados por su lealtad, deben tener en mente que los alemanes no acatarán los compromisos de Versalles, porque, francamente, no están de acuerdo con ello. Nosotros por el contrario, creemos que si desde Alemania, lejos de querer aplicar el tratado, han tratado de evadir sus responsabilidades, es porque hasta ahora no admiten su derrota. También tenemos en cuenta que Alemania, como nación, se reserva el derecho a aplicar lo anteriormente pactado.

La ocupación resultó ser nada rentable. Las fuerzas de ocupación obtuvieron 900 millones de marcos dorados, siendo la mayor parte destinada a fraguar los costes militares. Sin embargo, el plan principal de la ocupación no era por el incumplimiento alemán, sino para que estos reconocieran la derrota y aceptasen el Tratado de Versalles. Poincaré admitió que si los alemanes hubiesen persistido en su actitud, se hubiese sentado un precedente y estos podrían haber roto el tratado en sí.

### Plan Dawes

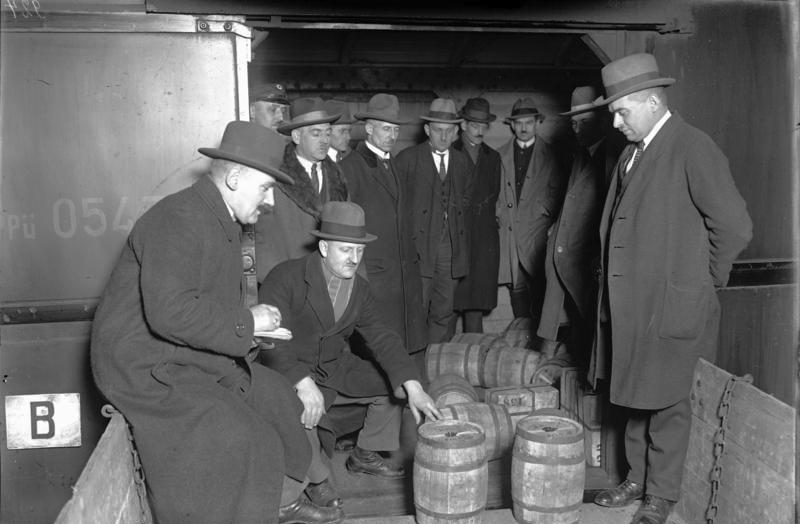
Primeros envíos de oro desde Estados Unidos para el Plan Dawes

Una vez los franceses se hicieron con el Ruhr, la economía alemana quebró y tras una resistencia pasiva sufrió una hiperinflación. Por su parte, la posición diplomática francesa empezó a debilitarse bajo la presión anglo-estadounidense. En octubre de 1923, un comité formado por las delegaciones estadounidense, británica, belga, francesa, alemana e italiana bajo el mando del exdirector de la Oficina de Administración y Presupuesto: Charles G. Dawes se reunieron para tratar de equilibrar y estabilizar la economía del estado teutón.
En abril de 1924, el Plan Dawes fue aceptado y reemplazó al Programa de Pagos de Londres, y aunque los bonos "C" fueron omitidos en el borrador final, no fueron rescindidos. Las tropas francesas empezaron a retirarse del Ruhr y un banco independiente del Gobierno alemán gestionó la crisis económica del país, la cual empezaba a estabilizarse. También se reestructuraron los pagos de las reparaciones. En el primer año de establecerse el nuevo programa, Alemania pagaría 1 billón de marcos y a partir del quinto la cuantía ascendería a 2,5 mil millones. También se preparó un préstamo de 800 millones de marcos.

### Plan Young

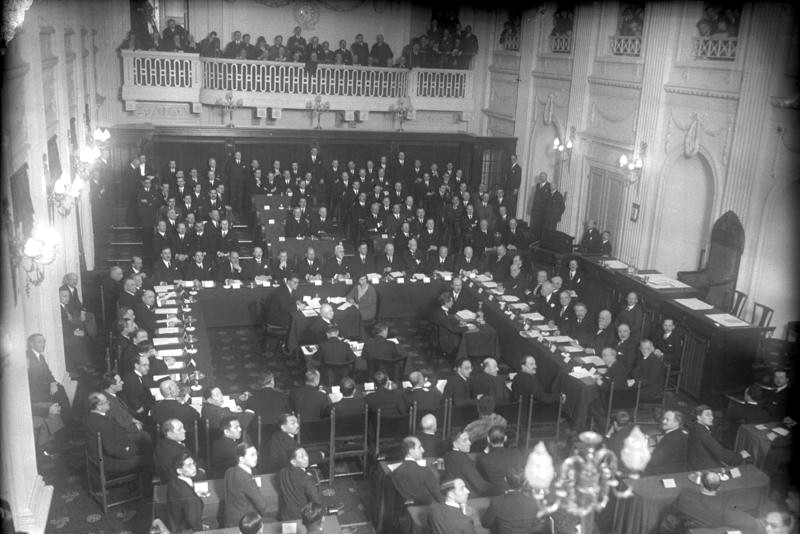
Inauguración de la Segunda Conferencia de La Haya como parte del Plan Young

Los alemanes aceptaron el Plan Dawes, sin embargo lo calificaron como una "medida temporal" y esperaron revisar el plan en un futuro próximo. A finales de 1927 el Agente General para de las Reparaciones urgió a realizar un programa más permanente para los pagos y los alemanes pleitearon. El ministro de Asuntos Exteriores alemán: Gustav Stresemann por su parte pidió un plan final de reparaciones y la retirada de las tropas Aliadas de Renania. Finalmente, los franceses cedieron su postura ante su debilidad política y posición financiera y el 16 de septiembre de 1928 franceses y germanos pactaron un nuevo acuerdo.
En febrero de 1929 se formó un nuevo comité para revisar las reparaciones bajo la dirección de Owen D. Young. Conocido como "Plan Young", fue aceptado y ratificado por la Administración alemana en marzo de 1930. El plan estableció una reparación total teórica de 112 mil millones de marcos dorados con una nueva cláusula de pago que permitiría saldar la deuda en 1988. Por otra parte, la Agencia de Reparaciones se retiró y fueron reemplazados por el Banco de Pagos Internacionales, el cual fue establecido para proveer colaboración entre los bancos centrales y recibir y distribuir los pagos. Más adelante se aceptó otorgar 300 millones de dólares estadounidenses a Alemania.
Como resultado del plan, la deuda alemana empezó a reducirse a mayor ritmo de cuando estuvo vigente el Plan Dawes. Una de las condiciones para la firma del mismo fue que la alianza franco-inglesa se retirase en cuestión de meses de la región de Renania. Sin embargo, la opinión pública empezó a mostrar su malestar con el nuevo plan y en diciembre de 1929, 5,8 millones de votantes mostraron su oposición al Plan Young en un plebiscito que terminó con la llegada de Adolf Hitler al Gobierno.

### Fin de las reparaciones a Alemania
En marzo de 1930 dimite el Gobierno a causa de la situación económica y es sustituido por una nueva coalición encabezada por el Canciller Heinrich Brüning. En junio del mismo año, las tropas Aliadas se retiraron de la última zona de ocupación de Mainz y la Administración de Brüning exigió ajustes en la política de reparaciones, sin embargo fueron rechazadas por William Tyrrell, entonces embajador británico en Francia. En 1931 se produjo la crisis financiera alemana y en mayo, el principal banco austriaco también quebró. En consecuencia, Brüning anunció que Alemania dejaría de pagar la deuda. Las reacciones no se hicieron esperar y se produjo una fuga de capitales en todos los bancos germanos. Hasta este punto, la política de Francia fue la de ofrecer a Alemania asistencia financiera para ayudar a estabilizar el estado. Brüning, presionado por la extrema derecha alemana y por el presidente Paul von Hindenburg, se vio incapaz de realizar concesiones o de dar marcha atrás en sus políticas. Tampoco pudo obtener préstamos ni recursos domésticos de otros estados. A comienzos de julio declaró su intención de hacer una "revisión a fondo" del Plan Young. Ante la imposibilidad para hacer frente a las deudas, el presidente estadounidense Herbert Hoover decidió intervenir y en junio propuso una moratoria de un año, la cual fue aceptada.
La moratoria tuvo el respaldo tanto de Alemania como de Reino Unido. Francia se mantuvo reacia en un principio, pero posteriormente dio su brazo a torcer. Sin embargo, el banco Darmstädter Bank quebró y arrastró consigo a otras entidades mientras el desempleo seguía subiendo afectando agravando la situación financiera del país. La Gran Depresión también agravó la crisis y el Banco de Pagos Internacionales urgió a todos los gobiernos internacionales a alcanzar un acuerdo sobre sus respectivas deudas. Al mismo tiempo calificó el Plan Young de "surrealista". Durante el mes de enero de 1932, Brüning declaró que buscaba la cancelación total de las reparaciones, dicha posición fue respaldada por Reino Unido e Italia, no siendo así por Francia.
Debido a las diferencias políticas entre los países respecto al tema y a las próximas elecciones alemanas y francesas, la conferencia no tuvo lugar hasta junio. Este retraso provocó la caída del Gobierno de Brüning. El 16 de junio dio comienzo la Conferencia de Lausana, sin embargo la consiguiente Conferencia Internacional para el Desarme causó debates acalorados y ni Gran Bretaña ni Francia aceptaron las cancelaciones de las deudas de la guerra. Por otro lado, los alemanes se mantuvieron contrarios a seguir pagando. Finalmente se llegaría a un acuerdo en el que el Plan Young quedaría cancelado y Alemania tendría que saldar 3 mil millones de marcos más.

### Coste para Alemania
La forma de pago precisa de Alemania estaba en disputa. El Gobierno estimó que la liquidación total era de 67,8 mil millones de marcos. El programa alemán incluía otros tipos de pagos en lugar del oro o los bienes en especies. La Comisión de Reparaciones y el Banco de Pagos Internacionales afirmaron que Alemania había pagado 20.598 mil millones de marcos dorados, de los cuales: 7.595 mil millones fueron liquidados antes de la implantación del Programa de Pagos de Londres.
Por su parte, el historiador Niall Ferguson comentó que Alemania pagó no más de 19 mil millones y estimó que la deuda ascendía a un 2,4% de los ingresos nacionales germanas de entre 1919 y 1932. Stephen Schuker escribió en su estudio econométrico definitivo (1988, pp. 106-119) que "Alemania saldó 16,8 mil millones durante el periodo entero" y apuntó que la devaluación de los depósitos Aliados de papel moneda era "enorme" y que después de 1924 no le fue concedido a Alemania ningún préstamo. El capital neto transferido a Alemania ascendió a 17,75 mil millones de marcos (2,1% de su renta nacional entre 1919 a 1931). En total, Estados Unidos pagó en cuatro ocasiones parte de las reparaciones, más veces que durante la época de Alemania tras la II Guerra Mundial durante el Plan Marshall. Acorde con Gerhard Weinberg, las reparaciones fueron pagadas, las localidades reconstruidas, los huertos replantados, las minas volvieron a abrir y las pensiones se volvieron a pagar, sin embargo, la economía germana se vio resentida en detrimento del bando vencedor de la guerra.

### Préstamos para gastos
Para hacer frente a los costes, Alemania aceptó varios préstamos a lo largo de los años 20. Con la llegada del Partido Nazi al poder en 1933, el programa de pagos fue cancelado, hasta 1953, cuando en tiempos de la RFA se reanudó las reparaciones. En 1990 se produjo la reunificación alemana y el estado entró en la última recta para saldar su deuda, la cual quedó saldada el 3 de octubre de 2010.

## Análisis

### Impacto en la economía alemana

#### En general
Durante el periodo de reparaciones, Alemania recibió entre 27 y 38 billones de marcos mediante préstamos. En 1931 la deuda externa alemana aumentó en 21.514 billones de marcos. Las principales fuentes de liquidez procedían de Estados Unidos, Reino Unido, Holanda y Suiza. De acuerdo con Detlev Peukert, "los problemas financieros de los años 20 fueron resultados de los préstamos durante la postguerra y del rearme alemán" quitando responsabilidad a las reparaciones. Durante la I Guerra Mundial, Alemania no llevó a cabo subidas de impuestos ni sancionó nuevos con los que sufragar la deuda. Tales posturas dejaron la nación en una situación precaria, mientras, cada vez más dinero entraba en circulación devaluando así el valor del papel moneda y de las reservas de oro obtenidas previamente al conflicto, el cual tras acabar, la deuda llegó a ser colosal.
Ferguson coincidió en parte, puesto que en ningún momento se impusieron los repartos, por lo que Alemania seguiría teniendo problemas económicos para pagar sus deudas y para atender a la ciudadanía. A estos problemas cabe añadir el gran déficit, la devaluación de la moneda y la inflación. También añadió que: "incluso sin las reparaciones, el gasto público entre 1920 y 1923 fue de un 33% del producto nacional neto." Otro diplomático: A. J. P. Taylor comentó que: "Alemania estaba en alza respecto a las transacciones financieras de los años 20 tras aceptar préstamos procedentes de Estados Unidos en lugar de pagar las reparaciones." P. M. H. Bell afirmó que la creación del comité multinacional, que dio como resultado el Plan Dawes, se llevó a cabo con el objetivo de equilibrar el presupuesto germano y estabilizar su liquidez con el fin de facilitarles los pagos. Max Winkler alegó que desde 1924 hacia adelante, las autoridades alemanas se encontraron "virtualmente sobrepasados por los préstamos extranjeros" y añadió: "la economía teutona iba bien hasta que se produjo el crac del 29".
A pesar del déficit comercial alemán, la política británica de principios de la década de los 20, era partidaria de la reintegración de estos al mercado europeo tan pronto como fuera posible. El Gobierno Francés mantuvo una postura similar. A mediados de la década, tanto la economía alemana como la francesa creció rápidamente, y las exportaciones aumentaron un 60%. Tales progresos llevaron a una rápida industrialización de ambos países al igual que la cooperación internacional entre ambos.
Max Hantke y Mark Spoerer ofrecieron una perspectiva diferente del efecto de las reparaciones para la economía germana. De acuerdo con sus puntos de vista: la reparación y la inflación ignoraban "el hecho de que con la restricción del cuerpo militar alemán a 115.000 hombres se reducía considerablemente la deuda del Banco Central alemán aunque se pudiere pensar en humillación". Posteriormente añadieron: "incluso bajo las rigurosas conjeturas, la carga económica del Tratado de Versalles era más laxa de lo que habían pensado en un principio teniendo en cuenta el presupuesto del Imperio Alemán".

#### Hiperinflación

Escala algorítmica en la que se describe el proceso de hiperinflación de Weimar hasta 1923, año en el que un marco de oro se adquiría por un trillón de marcos.

En 1921 Erik Goldstein afirmó que los pagos de las reparaciones produjeron una crisis que tuvo repercusiones económicas negativas tras la ocupación del Ruhr. En consecuencia, el Gobierno Alemán tuvo que imprimir papel moneda a medida que colapsaba el flujo monetario. En noviembre de 1923 el valor del dólar era de 4.200 billones de marcos. De acuerdo con Ferguson, las políticas del ministro de Economía Robert Schmidt evitaron el colapso económico durante los años 1919 y 1920, sin embargo las reparaciones incrementaron el déficit en los dos años siguientes siendo esta la causa de la hiperinflación.
Por otra parte, varios historiadores discreparon de tales posturas y responsabilizaron al Gobierno alemán del colapso de su economía. Gerhard Weinberg escribió que: "Alemania se negó a pagar, y en consecuencia destruyeron su propia economía". Anthony Lentin, si bien declaró que "la inflación fue consecuencia del conflicto", coincidió en que la situación se agravó por la "actitud insensata" del Gobierno teutón por su sobreproducción de papel moneda durante la ocupación del Ruhr. Los expertos británicos y franceses creyeron que el marco estaba siendo saboteado para evadir el pago de las reparaciones. Según escribió Sally Marks, los alemanes alegaron que las reparaciones destruyeron el marco. También comentó sobre los historiadores que afirmaban que se pasó por alto la hiperinflación, que "Alemania había pagado una insignificante parte de la deuda" y "además no supieron explicar por qué el periodo de inflación coincidió con la demora de los pagos aparte de la supuesta deflación de los años 30", por lo que "no había duda de la solidez de las sospechas tanto de Reino Unido como de Francia al respecto de las políticas germanas al pagar con marcos sin valor alguno". Bell coincidió con su homóloga y escribió que "la inflación tuvo poco que ver con los pagos en sí, sin embargo el Gobierno alemán optó por subsidiar su industria y pagar los costes de una resistencia pasiva respecto al Ruhr y el uso extravagante que se dio al papel moneda" y añadió: "la hiperinflación no fue una consecuencia inevitable del Tratado de Versalles, sino por la situación [en aquel entonces] actual".

### Reparaciones

#### Contemporáneas

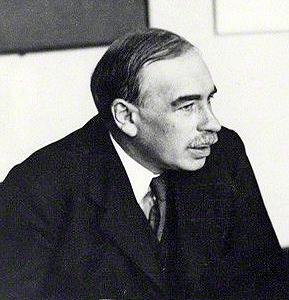
John Maynard Keynes en 1933

De acuerdo con el historiador Claude Campbell, John Maynard Keynes estableció la manera para criticar los aspectos económicos del tratado y probablemente hizo las denuncias más graves y generalizadas a sus provisiones económicas. Durante la guerra, Keynes trabajó en la tesorería británica y fue el representante oficial en la conferencia de paz. Finalmente renunciaría a su cargo cuando, según sus palabras: "se hizo evidente que no habrían esperanzas de producirse una modificación substancial en el borrador del tratado" a causa de la política de la conferencia respecto a los problemas económicos de Europa. También escribió que: "la campaña para asegurar que Alemania pagaría todos los costes del conflicto fue uno de los puntos más imprudentes por los que nuestros representantes son responsables", y añadió: "la paz cartaginesa podría afectar al continente entero". En cuanto a la reparación económica, afirmó que: "excedía la capacidad de pago por parte de Alemania" y que "se pensó para destruir la economía y el comercio germano".
De acuerdo con Keynes, las reparaciones se debieron haber aplicado "de acuerdo a las capacidades económicas germanas" para hacer frente a los pagos y así "evitar posibles fricciones perpetuas producidas por las imposiciones del tratado". Este, calificó las reparaciones como "la principal incursión al terreno económico" del Tratado de Versalles, y alegó que el tratado en sí excluía las provisiones para rehabilitar las economías europeas afectadas, las relaciones diplomáticas entre las fuerzas Aliadas y las Potencias Centrales, las nuevas naciones europeas y las reclamaciones rusas aparte de una nueva relación económica entre los estados aliados. El carbón fue un ejemplo de estos efectos tanto para Alemania como para el extranjero. Las exportaciones de grandes cantidades de dicho mineral perjudicaron la industria alemana. Tanto Francia como Italia también se verían afectadas a la larga así como para Europa Central y Septentrional.
Campbell escribió que: "la aparente mayoría no coincidió en que el tratado fuera perfecto". Bernard Baruch afirmó en The Making of the Reparation and Economic Sections of the Treaty que la mayoría creyó que podría ser "el mejor acuerdo posible por circunstancias" y que "hubo una minoría que se opuso al tratado respecto a las provisiones económicas". James T. Shotwell declaró en What Germany Forgot que: "las únicas servidumbres intolerables estuvieron en las secciones sobre las reparaciones y los asentamientos polacos" y preguntó "qué papel tuvo Alemania en contra de la paz para serle impuesta las sanciones". Sir Andrew McFayden, también representante de la tesorería británica en la conferencia de paz  y posteriormente de la Comisión de Reparaciones publicó: Don't Do It Again. En él, afirma que ambos tenían parte de razón, puesto que "el problema no se encuentra en las provisiones, sino en su ejecución", por otra parte indicó: "los asentamientos polacos solo fueron un ajuste que sin duda fue una insensatez".
Albrecht-Carrié escribió que anteriormente a la capitulación germana, Woodrow Wilson envió un mensaje al Gobierno alemán en el que declaraba que: "los Aliados comprenden que será Alemania, la cual se encargue de compensar a la población civil de los estados Aliados por los daños causados tanto por mar, tierra y aire, términos que fueron aceptados". Sin embargo, resultó ser "un desastre". Campbell, por su parte declaró: "aunque la mayor parte del Tratado fue baladí, injusta y humillante, hubo cierto margen aparte de las cláusulas y ciertas concesiones territoriales que no tenían porqué afectar al futuro económico de Alemania, sin embargo, la pérdida del Sarre y parte del territorio oriental (que pasaría a ser administrado por Polonia) privó al estado teutón de su principal fuente de recursos con el que hacer frente a las demandas económicas del bando vencedor", y añadió: "se falló a la hora de fijar las provisiones para la restauración de Alemania a su anterior posición como potencia económica y financiera en Europa Central" y lo definió como "un Tratado corto de miras".
Étienne Mantoux, economista francés y el más crítico con los argumentos de Keynes, declaró en su libro póstumo: The Carthaginian Peace, or the Economic Consequences of Mr. Keynes que "[Keynes] estuvo equivocado en varios aspectos, en especial respecto a sus previsiones sobre la producción germana del carbón, de la metalurgia y del acero aparte del nivel de ingresos." En 1929 la producción europea del acero se incrementó en un 10% respecto a 1913. Keynes creyó que dicha tendencia podría afectar a la industria alemana, sin embargo, Mantoux se mostró en desacuerdo. En 1927 la producción alemana osciló entre el 30% y el 38% en comparación con 1913. También puso en tela de juicio las previsiones de Keynes ante una posible recesión industrial una vez concluida la guerra. En cuanto a los ingresos, Keynes afirmó que Alemania tan solo hubiese podido recaudar entre 6,4 billones y 7,6 billones de marcos. Mantoux estimó que el Estado alemán aceptó un préstamo de entre 8 y 35 billones durante el periodo de entre 1920 y 1931. Hasta entonces habían costeado 21 billones de la deuda contraida. Esto permitió modernizar su industria. Una vez bajo la administración de Hitler, "Alemania se encontraba en condiciones de hacer frente al resto de las reparaciones, sin embargo no hubo voluntad por parte de estos".
En 1954, quien fuera secretario de Estado de Estados Unidos y uno de los autores del Artículo 231, John Foster Dulles declaró: "los esfuerzos para humillar y llevar a la bancarrota a una nación llevó a la población a romper con el compromiso que se les impuso".

#### Modernas
Geoff Harcourt escribió que los argumentos de Keynes que pudieron haber llevado al colapso de la economía germana fueron compartidos por "historiadores de prácticamente todos los espectros políticos" y que influyeron en la manera en la que tanto historiadores como opinión pública vieron los eventos en desarrollo y las décadas entre el Tratado de Versalles hasta el estallido de la II Guerra Mundial.  Sobre el trabajo de Mantoux comentó: "simplemente, no es una crítica a Keynes, sino un estímulo para cuestionar la interpretación de los hechos posteriores en el país. No nos llevó a revisar en profundidad a Keynes". A. J. P. Taylor escribió que en 1919 la mayoría creía que el pago de las reparaciones rebajaría a Alemania al mismo nivel de pobreza que la de cualquier nación asiática, postura compartida por Keynes, y probablemente por muchos franceses. Sin embargo, también afirmó que "sus aprehensiones y la de los alemanes fueron grotescamente exageradas".
Según Martel, Taylor, con astucia concluyó que Étienne Mantoux tenía más ventaja respecto a la controversia entre estos dos. Stephen Schucker afirmó sobre el libro de Keynes que "era tendencioso, pero influyente" aunque fue rebatido por Mantoux. Al respecto de la economía de los años 20 y 30, Richard J. Evans, los datos parecían confirmar los argumentos de Keynes, aunque luego añadió que las "razones fueron negativas".
Según Slavieck, "la interpretación tradicional del Tratado supuso para Alemania la caída en picado de su economía". Dicho punto de vista fue compartido por la población alemana, los cuales consideraron el Tratado de "robo". El banquero alemán: Max Warburg declaró: "[sobre las condiciones] fue un pillaje a nivel mundial". Sin embargo, y tal como atestigua Niall Ferguson, las posturas alemanas no eran correctas y que no todos los historiadores coincidieron con las palabras de Warburg. No obstante, otros como Norman Davies se posicionaron de su parte al comentar que en el Tratado se obligaba a Alemania a "pagar cantidades astronómicas". Opinión similar fue la de Tim McNeese, quien comentó que los alemanes "no lo tendrían fácil a la hora de saldar las deudas". Por otra parte, Ferguson afirmó que "las reparaciones no supusieron un castigo tan estricto como Keynes y otros alegaron" y que los ingresos de la renta varían entre el 5% y el 10%. Sin embargo, sugirió no subestimar el esfuerzo alemán para hacer frente a los pagos. Antes de la implementación del Plan de Dawes, Alemania transfirió entre 8 y 13 millones de marcos de oro (valorado entre un 4% y un 7% delo total de ingresos a nivel nacional) También añadió que la anualidad exigida en 1921 supuso un "esfuerzo intolerable a las finanzas del estado" y que los gastos totales entre 1920 y 1923 aumentaron aproximadamente un 50% de los ingresos del II Reich y el 10% del total del gasto público. En conclusión, "las reparaciones minaron las esperanzas de que el imperio tuviese suficiente crédito".
Hantke y Spoerer mostraron opiniones similares y coincidieron en que los pagos de las reparaciones fueron "sin lugar a dudas, un castigo severo para las arcas alemanas" y que "la economía alemana perdió entre 1 y 2,2 billones de Reichsmarks al año y un 2,5% de su PIB a finales de los años 20". Gerald Feldman comentó: "no podría haber ninguna duda de que el plan de Londres podía haber sido visto como una manera de reducir los gastos de las reparaciones sin que la población de las fuerzas Aliadas fuesen informadas de lo que estaría sucediendo". Dichas afirmaciones fueron reconocidas por una parte de la clase política germana, de los cuales, uno declaró con optimismo que la entente solo exigirían 50 billones de marcos. También comentó que los fondos C fue como colocar a Alemania bajo la espada de Damocles. Aparte de estas afirmaciones y con la oposición de Ferguson, coincidió con Krueger, Eichengreen y Webb de que "los pagos eran sustanciales" y que "provocarían una gran tensión en la economía".
Otros tantos historiadores mantuvieron una postura más neutral. Detlev Peukert declaró: "de hecho, las Reparaciones no sangraron la economía alemana como se temía en un principio, sin embargo los efectos psicológicos fueron extremadamente serias a medida que fueron entrando en un círculo vicioso de créditos". P. M. H. Bell comentó sobre las reparaciones: "no fueron bien recibidas" y que "hicieron estragos en el balance de pagos". En su opinión, [los alemanes] hubiesen podido hacer frente a los gastos con un plan de reactivación a nivel europeo del comercio y la industria. Según Martel, Robert Boyce afirmó que "las reparaciones fueron una carga pesada para la economía alemana, tanto a nivel financiero como en el balance de gastos". Por otro lado, alegó que "aunque declararon que no podían hacer frente al pago de las reparaciones, los alemanes no hicieron suficiente esfuerzo para ello. Se rehusaron a dictaminar nuevos impuestos, y lejos de acumular divisa extranjera requerida para hacer frente a los pagos por los ingresos obtenidos en las colonias por los exportadores". William R. Keylor estuvo de acuerdo con sus palabras y declaró: "un incremento en las tasas y la reducción del gasto en la República de Weimar hubiese dado el rédito requerido para generar las divisas necesarias para saldar las deudas". Sin embargo, Charles Feinstein anotó que esta clase de razonamientos "pasan por alto la extrema reticencia de los alemanes para aceptar, incluso, un mínimo incremento de los impuestos considerados injustificados y represivos para ellos".
Sally Marks se mostró más crítico en cambio con la postura germana: "existen algunos que alegan que las reparaciones son impagables. En términos financieros eso es incierto ... por supuesto que los alemanes no querían pagar, nadie quiere hacerlo, y sin duda, la República de Weimar no estaba por la labor ... Aumentar los impuestos hubiese ayudado a recaudar fondos ... por ejemplo, pudieron pedir dinero a la ciudadanía, tal como hizo el Gobierno Francés en 1871 para pagar las indemnizaciones a Alemania [por aquel entonces]". Según sus declaraciones, "pudieron haber costeado 50 billones de marcos si no se hubiesen enrocado en una estrategia con el objetivo de contradecir lo estipulado en Versalles". "En el momento que las fuerzas aliadas devolvieron a los alemanes el control de los puestos fronterizos, se desentendieron de los pagos hasta 1924, una vez implementado el Plan Dawes". En sus declaraciones hizo mención del Artículo 231 del Tratado de Versalles en el que quedaba establecido la "obligación teórica ilimitada" y del 232 donde se responsabilizaba a las autoridades alemanas a pagar por daños a civiles. En 1921, en la Conferencia de Londres, los Aliados calcularon lo que debía pagar Alemania en función de sus posibilidades. De esta manera, "los alemanes evadieron los pagos por la guerra y trasladaron los costes a los inversores estadounidenses". Para terminar, comentó lo siguiente: "se gastó mucha tinta para cubrir las pensiones a las viudas tras la guerra y subsidios por gastos militares". A medida que fueron impuestos las reparaciones a pagar, Marks comentó que estos detalles "no afectaban la fiabilidad alemana, sino que alteró la distribución de las indemnizaciones".
Bernadotte Schmitt comentó que "de no haberse incluido las pensiones ni los subsidios, las reparaciones no se hubiesen tranformado en el coco en tiempos de la postguerra durante años". Y añadió: "sin duda, la guerra fue la causa directa del empobrecimiento de Alemania, y no las reparaciones. Por supuesto que los alemanes pudieron haber pagado las indemnizaciones, sin embargo, los pagos avivaron las pasiones del conflicto". Liberman por su parte escribió que, mientras los alemanes se vieron incapaces de hacer frente a los costes, los franceses pensaron que "no tenían voluntad" para hacerlo. Tales posturas han sido defendidas por recientes estudios históricos. Liberman puso como ejemplo la industria del carbón, cuyo consumo per cápita era superior al francés a pesar de la escasez de envíos. Para finalizar, añadió: "las reparaciones exigidas en Versalles no fueron tan desproporcionadas si tenemos en cuenta el potencial económico alemán" y que "en términos de renta nacional, fueron similares a las demandas exigidas por estos a Francia por la Guerra Franco-prusiana". Martin Kitchen, por su parte, calificó la incapacidad de Alemania por pagar de "mito".
Keylor declaró respecto a las reparaciones en la literatura que "durante mucho tiempo han sido tergiversadas, exageradas e incluso falsificadas en el proceso de ser enseñadas en las escuelas". Diane Kunz hizo un resumen del tema, y escribió que los historiadores rechazaron el mito de que las reparaciones supusieron una carga intolerable para Alemania. Marks comentó que existe un consenso en los colegios que sugiere que el pago entraba dentro de las capacidades económicas germanas.[cita requerida] Ruth Henig escribió sobre la Conferencia de París: "la mayoría de historiadores coincidieron en términos económicos que el tratado no era excesivamente duro" y que "aunque hablar de daños y obligaciones fueron un estrés inevitable en los debates de París para satisfacer a los votantes, la intención fue ofrecer a Alemania ayuda sustancial para pagar las deudas".

### Citas
1. ↑  Henig, 1995, p. 63.
2. ↑  Simkins, Jukes y Hickey, 2003, p. 9.
3. ↑  Tucker y Roberts, 2005, p. 429.
4. ↑  Fourteen Points Speech
5. ↑  Beller, 2007, pp. 182–95.
6. ↑  Simkins, 2002, p. 71.
7. ↑  Tucker y Roberts, 2005, p. 638.
8. ↑  Schmitt, 1960, p. 101.
9. ↑  Slavicek, 2010, pp. 41–3 and 58.
10. ↑  MacMillan, 2003, p. 202.
11. 1 2  Weinberg, 1994, p. 14.
12. ↑  Slavicek, 2010, p. 44.
13. ↑  Brezina, 2006, p. 21.
14. ↑  Yearwood, 2009, p. 127.
15. ↑  Martel, 2010, p. 272.
16. ↑  Slavicek, 2010, p. 37.
17. ↑  Bell, 1997, p. 22.
18. ↑  Marks, 1978, p. 231.
19. 1 2  Marks, 1978, pp. 231-2.
20. ↑  Young, 2006, pp. 133–5.
21. ↑  Young, 2006, pp. 135–6.
22. ↑  Binkley y Mahr, 1926, pp. 399–400.
23. ↑  Morrow, 2005, p. 290.
24. ↑  Binkley y Mahr, 1926, p. 400.
25. ↑  Boemeke, Feldman y Glaser, 1998, pp. 537–8.
26. ↑  Bell, 1997, p. 21.
27. 1 2  Albrecht-Carrié, 1940, p. 15.
28. 1 2 3  Martel, 2010, p. 156.
29. ↑  Treaty of Versailles, articles 232-5
30. ↑  Treaty of Neuilly, Article 121
31. ↑  Treaty of Saint-Germain-en-Laye, articles 178-9
32. ↑  Treaty of Trianon, articles 162-3
33. ↑  Treaty of Sèvres, articles 231-6
34. ↑  Treaty of Neuilly, Article 127
35. ↑  Treaty of Neuilly, Article 128
36. ↑  Treaty of Versailles, Annex IV-V
37. ↑  Treaty of Saint-Germain-en-Laye, Annex IV-V
38. ↑  Treaty of Trianon, Annex V
39. ↑  Boemeke, Feldman y Glaser, 1998, p. 410.
40. ↑  United States Department of State, 1921, p. 46.
41. ↑  United States Department of State, 1921, p. 47.
42. 1 2 3 4  Marks, 1978, p. 237.
43. ↑  Marks, 1978, p. 236.
44. ↑  Crafts y Fearon, 2013, p. 113.
45. ↑  Ferguson, 1998, p. 414.
46. ↑  Marks, 1978, pp. 223–234.
47. ↑  Kramer, 2008, p. 10.
48. ↑  World Peace Foundation, 1922, p. 18.
49. 1 2 3 4  Marks, 1978, pp. 234–5.
50. ↑  Crampton, 1987, p. 84.
51. ↑  Taylor, 2001, p. 59.
52. ↑  Taylor, 2001, p. 60.
53. ↑  Marks, 1978, pp. 235–6.
54. ↑  Marks, 1978, pp. 239–40.
55. ↑  Marks, 1978, p. 240.
56. ↑  Marks, 1978, p. 241.
57. ↑  Hehn, 2005, p. 66.
58. ↑  Marks, 1978, p. 243.
59. ↑  Bell, 1997, pp. 24–5.
60. ↑  Marks, 1978, p. 244.
61. ↑  Schwarzschild, 1942, p. 140.
62. 1 2 3  Marks, 1978, p. 245.
63. ↑  Marks, 1978, pp. 245-5.
64. ↑  Marks, 1978, p. 246.
65. 1 2  Bell, 1997, pp. 37-8.
66. ↑  Crafts y Fearon, 2013, pp. 82 and 114.
67. ↑  Marks, 1978, p. 249.
68. ↑  Marks, 1978, pp. 249–50.
69. ↑  Backhaus, 2012, p. 70.
70. 1 2  Bell, 1997, p. 38.
71. ↑  Marks, 1978, pp. 250–1.
72. ↑  Young, 2006, p. 171.
73. ↑  Marks, 1978, pp. 251–2.
74. ↑  Shamir, 1989, p. 25.
75. ↑  Marks, 1978, p. 251.
76. ↑  Young, 2006, pp. 171-2.
77. ↑  Young, 2006, p. 174.
78. ↑  Shamir, 1989, pp. 56–8.
79. ↑  Crafts y Fearon, 2013, p. 155.
80. ↑  Albrecht-Carrié, 1960, p. 200.
81. ↑  Harsch, 2009, p. 160.
82. ↑  Temin y Toniolo, 2008, p. 137.
83. ↑  Temin y Toniolo, 2008, pp. 137-8.
84. ↑  Mommsen y Foster, 1988, p. 454.
85. ↑  Joshi, 2005, p. 78.
86. ↑  Grenville y Wasserstein, 2000, p. 140.
87. ↑  Kindleberger, 1986, p. 19.
88. ↑  Marks, 1978, p. 233.
89. 1 2 3 4  Boemeke, Feldman y Glaser, 1998, p. 424.
90. ↑  Schuker, 1988, p. 11.
91. ↑  Martel, 1999, p. 43.
92. 1 2  Weinberg, 1994, p. 16.
93. ↑  Suddath, Claire (4 de octubre de 2010). «Why Did World War I Just End?». Time World. Time. Consultado el 29 de julio de 2014.
94. ↑  Boemeke, Feldman y Glaser, 1998, p. 417.
95. 1 2  Henig, 1995, p. 62.
96. ↑  Tooze, 2007, p. 7.
97. 1 2  Peukert, 1993, p. 62.
98. 1 2  Boemeke, Feldman y Glaser, 1998, pp. 420-21.
99. ↑  Boemeke, Feldman y Glaser, 1998, p. 413.
100. 1 2 3  Taylor, 1991, p. 44.
101. ↑  Bell, 1997, p. 37.
102. ↑  Winkler, 1933, pp. 86–7.
103. 1 2  Martel, 1999, p. 24.
104. ↑  Bell, 1997, pp. 38-9.
105. 1 2  Hantke y Spoerer, 2010, p. 849.
106. ↑  Hantke y Spoerer, 2010, p. 861.
107. ↑  Hantke y Spoerer, 2010, p. 851.
108. ↑  Hantke y Spoerer, 2010, p. 860.
109. ↑  Boemeke, Feldman y Glaser, 1998, pp. 409-10 and 425.
110. ↑  Lentin, 2012, p. 26.
111. ↑  Marks, 1978, p. 239.
112. ↑  Bell, 1997, p. 25.
113. ↑  Campbell, 1942, p. 161.
114. ↑  Keynes, 1920, preface.
115. ↑  Keynes, 1920, p. 146.
116. ↑  Keynes, 1920, pp. 86-7.
117. ↑  Keynes, 1920, p. 215.
118. ↑  Keynes, 1920, p. 200.
119. ↑  Keynes, 1920, p. 79.
120. ↑  Keynes, 1920, p. 265.
121. ↑  Keynes, 1920, p. 226.
122. ↑  Keynes, 1920, pp. 94-5.
123. ↑  Campbell, 1942, p. 160.
124. ↑  Campbell, 1942, pp. 161-2.
125. ↑  Albrecht-Carrié, 1940, p. 16.
126. ↑  Campbell, 1942, p. 162.
127. ↑  Campbell, 1942, p. 163.
128. 1 2  Cord, 2013, p. 41.
129. ↑  Mantoux, 1952, pp. 162–3.
130. ↑  Taylor, 1991, p. 70.
131. ↑  Immerman, 1998, p. 10.
132. ↑  Harcourt, 2012, p. 21.
133. ↑  Martel, 1999, p. 42.
134. ↑  Schuker, 1988, p. 7.
135. ↑  Evans, 2008, Hitler and the Origins of the War.
136. ↑  Slavicek, 2010, p. 95.
137. ↑  Boemeke, Feldman y Glaser, 1998, p. 401.
138. ↑  Davies, 2007, p. 133.
139. ↑  McNeese, 2010, p. 19.
140. ↑  Boemeke, Feldman y Glaser, 1998, p. 425.
141. ↑  Boemeke, Feldman y Glaser, 1998, p. 426.
142. ↑  Feldman, 1997, p. 339.
143. ↑  Feldman, 1997, p. 430.
144. ↑  Boemeke, Feldman y Glaser, 1998, p. 445-6.
145. ↑  Peukert, 1993, p. 197.
146. ↑  Martel, 2010, p. 183.
147. ↑  Boemeke, Feldman y Glaser, 1998, p. 502.
148. ↑  Feinstein, 1995, p. 32.
149. ↑  Marks, 2013, pp. 632–59.
150. ↑  Marks, 1978, p. 255.
151. ↑  Marks, 1978, p. 238.
152. 1 2  Marks, 1978, p. 232.
153. ↑  Marks, 1978, p. 254.
154. ↑  Schmitt, 1960, p. 107.
155. ↑  Liberman, 1995, p. 89.
156. ↑  Kitchen, 2006, p. 67.
157. ↑  Boemeke, Feldman y Glaser, 1998, p. 524.
158. ↑  Boemeke, Feldman y Glaser, 1998, p. 357.
159. ↑  Henig, 1995, p. 65.